# Manić
Manić (cyr. Манић) – wieś w Serbii, w mieście Belgrad, w gminie miejskiej Barajevo. W 2011 roku liczyła 560 mieszkańców.